# Wigbert Fehse

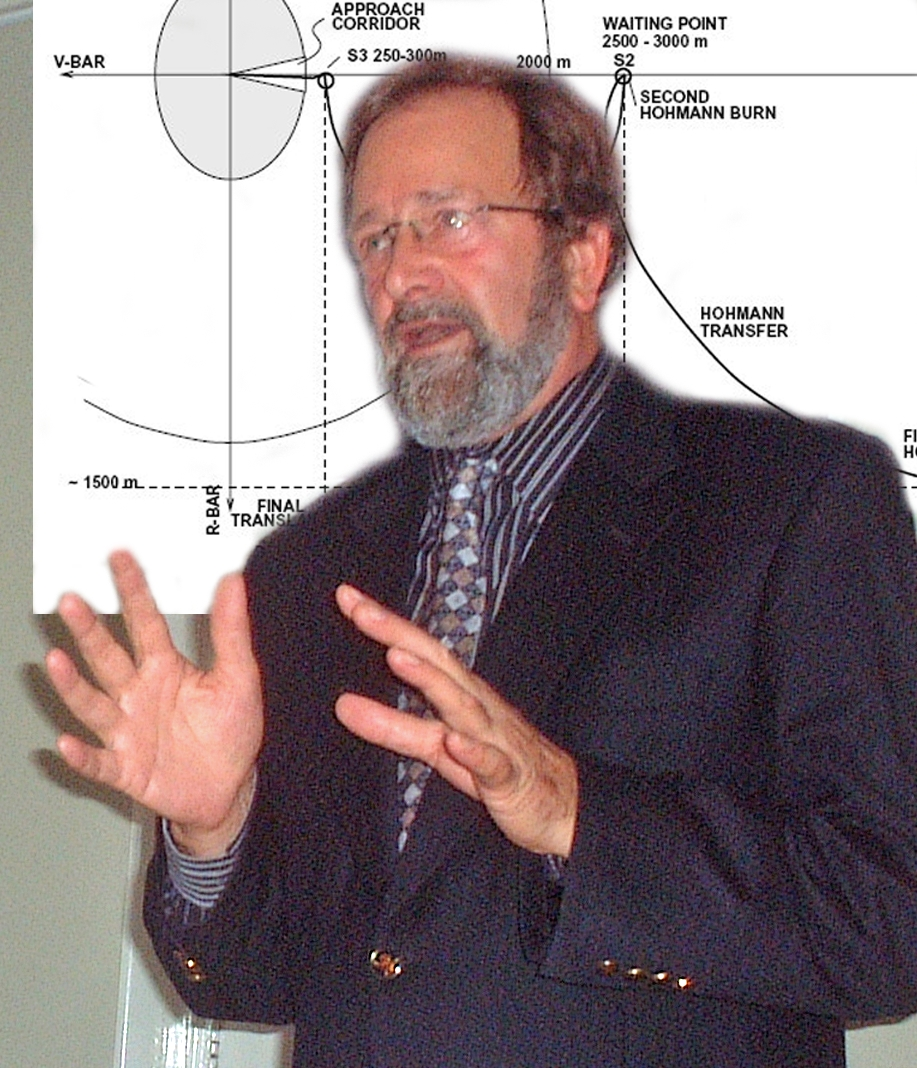
Wigbert Fehse

Wigbert Fehse (* 4. Dezember 1937 in Berlin) ist ein deutscher Ingenieur und Forscher auf dem Gebiet der Navigation, Bahnsteuerung und Kopplung in der Raumfahrt.

## Leben und Werk
Fehse studierte Maschinenbau und Flugführung an der Technischen Universität Berlin, wo er 1965 sein Diplom erhielt. 1972 wurde er für seine Untersuchungen über das kombinierte hydrostatische Staukammerlager als reibungsfreie Lagerung in Navigationsinstrumenten am Institut für Luft- und Raumfahrt im Fachbereich Verkehrswesen der Technischen Universität Berlin mit Auszeichnung zum Dr.-Ing. promoviert.
Daneben arbeitete er von 1965 bis 1973 in leitender Position an der Entwicklung von Kreiselgeräten bei der Firma Teldix (jetzt Rockwell Collins, Inc.) in Heidelberg. In den darauf folgenden Jahren war er bei ESTEC, dem Technischen Zentrum der Europäischen Weltraumorganisation ESA in Noordwijk, Niederlande, mit Lageregelungs- und Präzisionsrichtproblemen verschiedener Raumfahrtprojekte beschäftigt und wurde später Sektionsleiter für die Navigation und Flugführung von Raumfahrzeugen. Dort entwickelte er und seine Mitarbeiter in Zusammenarbeit mit der Industrie  grundlegende Techniken und Technologien für die automatische Bahnsteuerung und Ankoppelung von Raumfahrzeugen (englisch: Automated rendezvous and docking of spacecraft), die in internationalen Raumfahrtprojekten wie dem ehemaligen Automated Transfer Vehicle (ATV) Anwendungen finden. Die erste Ankopplung des ATV an die Internationale Raumstation ISS fand am 3. April 2008 statt.
Seit seiner Pensionierung im Jahre 2002 ist er als Berater für europäische Raumfahrtunternehmen tätig, insbesondere für Fragen des Rendezvous und Koppelns mit nicht-kooperativen Zielsatelliten (zum Beispiel Raumfahrtschrott) und mit geostationären Satelliten, die repariert oder gewartet werden müssen. Dafür untersuchte er den Einfluss des Sonnendrucks auf Rendezvousbahnen im Geostationärer Orbit. Weiterhin gibt Fehse fachbezogene Lesungen und Kurse an Universitäten, internationalen technischen Institutionen und Industriefirmen.
Fehse fand internationale Anerkennung für seine Arbeiten auf dem Gebiet Automated rendezvous and docking/berthing of spacecraft. Neben seinen zahlreichen Veröffentlichungen fand vor allem sein umfassendes Handbuch mit dem Titel Automated Rendezvous and Docking of Spacecraft weltweite Beachtung. 2011 ist eine Ausgabe in chinesischer Sprache erschienen.
Außerdem schrieb er den Abschnitt über "Close Proximity Rendezvous and Docking (RVD)" für die 2010 erschienene "Encyclopedia of Aerospace Engineering", und – 2013 – "Safety of Rendezvous and Docking Operations"
für das Handbuch "Safety Design for Space Operations".

## Veröffentlichungen (Auswahl)
- B. Claudinon, W. Fehse: Drivers, Techniques and Constraints of an Automatic Rendezvous and Docking Concept, XXXV IAF Congress, Lausanne 1984
- W. Fehse: Rendezvous and Docking Technology Development for Future European Missions, ESA Journal 1985, Vol. 9
- A. Elving, W. Fehse: Simulation Tools for the Development of an Autonomous Rendezvous and Docking System, Intelligent Autonomous Systems, An International Conference, Amsterdam 1986, ISBN  0-444-70168-0
- W. Fehse, R.H. Bentall: Motion Simulation for In-Orbit Operations, First European In-Orbit Operations Technology Symposium, Darmstadt, September 1887 (ESA SP-272)
- W. Fehse, A. Tobias, A. Getzschmann, M. Caldichoury, P. Maute, M. Attanasio: The role of Pilot and Automatic Onboard System in Future Rendezvous and Docking Operations, IAF-88-037
- W. Fehse, A. Tobias, C. Champetier, J.M. Pairot, C. Pauvert: A Guidance, Navigation and Control System for Rendezvous and Proximity Operations Between Hermes, the Columbus Free-Flyer and the Space Station Freedom,  AAS-91-063
- W. Fehse, A. Vankov, P. Chliaev, F. Ankersen, A. Alyoshin: Remote Intervention in Automatic Onboard GNC Systems, 3rd International Conference on Spacecraft GNC Systems, Noordwijk, November 1996 (ESA SP-381)
- W. Fehse, G. Ortega: Operator Monitoring and Support System for Rendezvous and Docking, Paper ID: 2a004, SpaceOps98: Proceedings, Fifth International Symposium on Space Mission Operations and Ground Data Systems, Tokyo 1998
- M. Cislaghi, W. Fehse, D. Paris, F. Ankersen: The ATV Rendezvous Pre-Development Programme (ARP), Proceedings of the 22nd AAS Guidance and Control Conference, Breckenridge, Colorado, 1999
- W. Fehse: Automated Rendezvous and Docking of Spacecraft, Cambridge Aerospace Series 16, Cambridge University Press, 2003, ISBN 0-521-82492-3
- W.Fehse: Disturbance by Solar Pressure of Rendezvous Trajectories in GEO, 5th ICATT 2012, International Conference on Astrodynamics Tools and Techniques, Noordwijk, May 2012